# 若太刀芳之助
若太刀 芳之助（わかたち よしのすけ、1898年7月19日 - 1974年1月28日）は、富山県富山市出身で友綱部屋、東関部屋、高砂部屋に所属した大相撲力士。本名は松井 芳之助。171cm、90kg。最高位は西前頭6枚目。

## 経歴
1914年5月初土俵。入門時は太刀山峯右エ門の弟子であった。1919年1月十両昇進。1924年5月入幕し、1925年1月場所初日には横綱常ノ花を破る殊勲の星を挙げた。1926年5月に廃業。廃業後は映画出演の傍ら素人相撲の指導者も務めた。

## 成績
- 幕内4場所10勝20敗4休9分預
- 通算17場所41勝42敗4休17分預

## 改名
改名歴なし